# Balanophyllia desmophyllioides
Balanophyllia desmophyllioides är en korallart som beskrevs av Vaughan 1907. Balanophyllia desmophyllioides ingår i släktet Balanophyllia och familjen Dendrophylliidae. Inga underarter finns listade i Catalogue of Life.